# إلسي تو
إلسي تو (بالإنجليزية: Elsie Tu)، الحائزة على وسام بوهينيا الكبير ووسام الامتياز للإمبراطورية البريطانية (هيوم قبل زواجها، 2 يونيو 1913 – 8 ديسمبر 2015)، والمعروفة باسم إلسي إيليوت في حياتها المبكرة، كانت ناشطة اجتماعية في هونغ كونغ إنجليزية الأصل، وعضوًا منتخبًا في المجلس الحضري لهونغ كونغ من عام 1963 إلى 1995، وعضو المجلس التشريعي لهونغ كونغ من عام 1988 إلى 1995.
وُلدت ونشأت في نيوكاسل أبون تاين في إنجلترا، وانتقلت إلى هونغ كونغ في عام 1951 بعد فترة من كونها مبشّرة في الصين. أصبحت معروفة بمعارضتها القوية للاستعمار والفساد وبعملها لصالح المحرومين. أخذت الدور الرئيسي في أعمال شغب كولون عام 1966 عندما عارضت زيادة أجرة السفر لستار فيري لتتحول هذه المعارضة لاحقًا إلى أعمال شغب، وواجهت اتهامات بالتحريض على الاضطراب. كافحت من أجل حقوق المثليين، والسكن الأفضل، وخدمات الرفاه، وملاعب الأطفال، وطرق الحافلات، وتراخيص الباعة المتجولين، وقضايا أخرى لا تُحصى، ويُعزى الفضل في حملتها إلى تأسيس اللجنة المستقلة لمكافحة الفساد في عام 1974.
في الفترة التي سبقت تسليم هونغ كونغ عام 1997 إلى الصين ووسط الصراع الصيني البريطاني بشأن الإصلاح الانتخابي في هونغ كونغ عام 1994، وجدت تو تأييدًا من السلطات الشيوعية الصينية، وشغلت مقعدًا في مجلس السلطة التشريعية المؤقتة المسيطر عليه من قبل بكين، من ديسمبر 1996 إلى يونيو 1998، وذلك بعد خسارتها كلًا من مقعديها في المجلس الحضري والتشريعي في عام 1995 أمام ديمقراطي شهير آخر هو سيتو واه. في هونغ كونغ ما بعد عام 1997، وعلى الرغم من عدم وجود دور عام رسمي لها، دعمت تو باستمرار حكومة المنطقة الإدارية الخاصة لهونغ كونغ وسياساتها، بما في ذلك تشريع المادة 23 من القانون الأساسي المثيرة للجدل. توفيت في هونغ كونغ في 8 ديسمبر 2015 عن عمر يناهز 102.

## التقاعد والموت
تركت تو السياسة النشطة وأغلقت مكتبها في عام 1998، ولكنها استمرت في التعليق على القضايا الاجتماعية وسلّمت مقالات إلى الصحف لانتقاد سياسات الحكومة التي تعتبرها غير عادلة أو غير كافية. بقيت على حد تعبير أحد المعلقين في هونغ كونغ «البطل الشعبي الوحيد والمستحق والجدير بالثقة في المعسكر المؤيد لبكين».
في عام 2002، كتبت إلى المجلس التشريعي لدعم سنّ قانون مكافحة التخريب بموجب المادة 23 من القانون الأساسي، وهي خطوة لا تحظى بشعبية كبيرة ويرى الكثيرون أنها تهديد للحرية المدنية.
أثار الجدل الدائر حول المادة 23 احتجاجات 1 يوليو عام 2003 بحضور قياسي لأكثر من 500,000 متظاهر. ترقّى التشريع بواسطة وزيرة الأمن ريجينا إيب. عندما ترشحت ريجينا في انتخابات المجلس التشريعي لعام 2007 ضد الديمقراطي أنسون تشان، الذي كان كبير الوزراء لشؤون الإدارة السابق، أيّدت تو علنًا إيب المدعومة من قبل بكين.
في عام 2013، انتقدت تو اتساع التفاوت في الدخل في هونغ كونغ و«الرجال الأثرياء الذين يبدو أن ليس لديهم ضمير«، معربةً عن تعاطفها مع إضراب عمال الموانئ ضد شركة هوتشيسون وامبوا التي يملكها الملياردير لي كاش ينغ.
أصبحت تو بعمر 100 عام في يونيو 2013. وبمناسبة عيد ميلادها المئة، أنشأت الخريجة موك وانغ صندوق إلسي تو التعليمي على شرفها. توفيت بسبب المضاعفات المرتبطة بذات الرئة في مستشفى كوون تونغ يونايتد المسيحي في 8 ديسمبر 2015، عن عمر يناهز 102 عام. كان جميع الرؤساء التنفيذيين الثلاثة ليونغ تشون يينغ وسلفَيه تونغ تشي هوا ودونالد تسانغ من بين حاملي النعش في جنازة تو في 20 ديسمبر. أُقيم حفل حرق جثث في محرقة كاب كوليسنون في كاي وان بعد الجنازة، ودُفن رماد تو مع رفات زوجها أندرو تو.

## الأسرة والزواج
أُرسل والد تو، جون هيوم، وهو مساعد بقّال في الأصل، للقتال في الحرب العالمية الأولى في أوروبا عندما كانت في السنة الأولى من العمر. سُمم بالغاز في الخنادق وعانى نتيجةً لذلك بقية حياته. لاحظت تو أن والدها كان له تأثير عميق على ضميرها عندما أخبرها بتجاربه أثناء الحرب. كان يكره الحرب ويُشفق على جميع الناس. أصبح من اللاأدريين والمهتمين بالسياسة. ناقشت عائلتها حول نفاق الأديان والماركسية وحقوق العمال والرياضة. وبسبب نظرتها للعالم ذات الاتجاه اليساري المتأثرة بأبيها، قررت تو في فترة شبابها أنّه «يمكنني على الأقل أن أكون جيدة ومفيدة في الحياة». توفي والدها عندما كانت في الصين.
تزوجت إلسي من وليام إليوت الذي كان أصغر منها بثمانية أعوام، وعملت في مبشر إخوان بلايموث في عام 1946. ذهبت مع زوجها إلى الصين في عام 1947، لكنّها أصبحت تشعر بخيبة أمل متزايدة مع تمسك زوجها بالدين وكنيستهم. وصفت الفترة بأنها «أدنى نقطة في حياتها» وفكرت في الانتحار. انفصل الزوجان في نهاية المطاف خلال رحلة فاشلة في العودة إلى إنجلترا. عادت إلى هونغ كونغ وحدها ثم طلقته في عام 1964.
التقت بزوجها الثاني، أندرو تو هسوي كوي، الذي جاء إلى هونغ كونغ من منغوليا الداخلية في الخمسينيات من القرن العشرين. أصبحا شريكَي عمل في مدرسة مو كوانغ للغة الإنكليزية، أندرو كمدرس لغة صينية وإليوت لتدريس جميع مواد المرحلة الابتدائية الأخرى. على الرغم من الاختلافات الثقافية واللغوية، وجدت أن أفكار أندرو أعادتها إلى الأيام التي أمضتها مع والدها. في عام 1985، بعد مرور 30 عامًا على التقاء المدرِّسَين، تزوجا أخيرًا عندما كانت إلسي تبلغ من العمر 71 عامًا وأندرو 63 عامًا. بقي الزوجان المسنان متزوجين حتى توفي أندرو في عام 2001. كان أندرو أيضًا ناشطًا اجتماعيًا وزعيم التحالف الصيني لإحياء ذكرى ضحايا الحرب الصينية اليابانية، الذي طالب بالعدالة والتعويضات والاعتذارات للضحايا الذين عانوا في الحرب الصينية اليابانية الثانية من قبل الحكومة اليابانية.

## الأعمال
كتبت تو مجلّدَين من السيرة الذاتية إلى جانب أعمال أخرى. نُشر كتاب مستعمرة هونغ كونغ في عيون إلسي تو في عام 2003، وكتاب الصراخ على الجبل: قصة حب والتزام لهونغ كونغ، مشاركةً الكاتب أندرو تو في كتابته، ويحكي هذا الكتاب عن حياة الزوجين المكرسة للمجتمع. اكتمل بعد وفاة أندرو تو في عام 2001 ونُشر في عام 2005. أكملت نشر السيرة الذاتية لزوجها أندرو عن طفولته في منغوليا الداخلية، بعنوان أجراس الجمال في الصحراء العاصفة.

## الإرث
كان ينُظر إلى تو على أنها بطلة الكفاح من أجل المحرومين وضد الفساد في الأيام المبكرة في الستينيات من القرن العشرين. امتدحت الرئيسة التنفيذية ليونغ تشون يينغ «شغفها وتفانيها لهونغ كونغ ومساهماتها الهائلة في الإصلاح الاجتماعي والتنمية» في بيان لها بعد وفاتها. قالت السكرتيرة الرئيسة كاري لام إن معرفتها بِتو بدأت في أيام دراستها الجامعية عندما كانت طالبة تشارك في الأعمال الاجتماعية بقيادة تو، ووصفتها بكونها بطلة مثالية للعدالة الاجتماعية فرضت احترامها بكلماتها وأعمالها الباسلة.
أثنى عليها الرئيس المؤسس للحزب الديمقراطي مارتن لي كرائدة في الكفاح من أجل الديمقراطية. أقر ديمقراطيون آخرون، مثل لاو شين شيك، ولي لي وينغ، وفريد لي واه منيغ، وفريدريك فونغ، بأن مشاركتهم في النشاط الاجتماعي كانت مستوحاة من إلسي تو أو بمساعدتها.

## الجوائز
تلقت تو العديد من الأوسمة تقديرًا لخدماتها لهونغ كونغ. في عام 1975، حصلت على جائزة رامون ماغسايساي للخدمة الحكومية. أصبحت قائدة رتبة في الإمبراطورية البريطانية في عام 1977 بسبب عملها لمكافحة الفساد. في عام 1997، كانت من بين المتلقّين الأوائل لميدالية بوهينيا الكبرى، وهي أعلى تكريم في نظام المكافئة للمنطقة الإدارية الخاصة.
مُنحت أيضًا عددًا من الدرجات الفخرية. حصلت على درجة الدكتوراه الفخرية في العلوم الاجتماعية من جامعة هونغ كونغ في عام 1988، وشهادتَي دكتوراه فخريتين في الحقوق من جامعة هونغ كونغ للفنون التطبيقية المتعددة وفي العلوم الاجتماعية من معهد التعليم المفتوح في هونغ كونغ في عام 1994. من كلية أرمسترونغ (أصبحت جامعة نيوكاسل في وقت لاحق) وجامعة دورهام التي تخرجت منها، حصلت من كليهما على درجتَي دكتوراه فخريتين في القانون المدني في عام 1996.